# Donja Koritnica
Donja Koritnica (em cirílico: Доња Коритница) é uma vila da Sérvia localizada no município de Bela Palanka, pertencente ao distrito de Pirot. A sua população era de 160 habitantes segundo o censo de 2011.

## Demografia
| 1948 | 1953 | 1961 | 1971 | 1981 | 1991 | 2002 | 2011 |
| ---- | ---- | ---- | ---- | ---- | ---- | ---- | ---- |
| 898  | 862  | 682  | 556  | 401  | 298  | 216  | 160  |